# Finlande au Concours Eurovision de la chanson 1961
La Finlande a participé au Concours Eurovision de la chanson 1961, alors appelé le « Grand prix Eurovision de la chanson européenne 1961 », à Cannes, en France. C'est la 1re participation finlandaise au Concours Eurovision de la chanson.
Le pays est représenté par le chanteur Laila Kinnunen et la chanson Valoa ikkunassa, sélectionnés par la Yleisradio (YLE) au moyen d'une finale nationale.

## Sélection

### Euroviisut 1961
Le radiodiffuseur finlandais Yleisradio (YLE, Radiodiffusion-télévision finlandaise) organise la première édition de la finale nationale finlandaise Euroviisut pour sélectionner l'artiste et la chanson représentant la Finlande au Concours Eurovision de la chanson 1961.
La finale nationale finlandaise, présentée par Aarno Walli, a lieu le 12 février 1961 au Centre d'éducation des adultes d'Helsinki (Helsingin työväenopisto).
Quatre chansons participent à cette finale nationale. Les chansons sont toutes interprétées en finnois, l'une des langues officielles de la Finlande.
Lors de cette sélection, c'est la chanson Valoa ikkunassa, interprétée par Laila Kinnunen avec George de Godzinsky comme chef d'orchestre, qui fut choisie.

#### Finale
| Ordre | Interprète        | Chanson         | Traduction              | Points | Place |
| ----- | ----------------- | --------------- | ----------------------- | ------ | ----- |
| 1     | Ritva Mustonen    | Portinvartija   | Le concierge            | –      | 3     |
| 2     | Laila Kinnunen    | Valoa ikkunassa | La lumière à la fenêtre | –      | 1     |
| 3     | Kai Lind          | Pikku ikkuna    | La petite fenêtre       | –      | 4     |
| 4     | Christina Hellman | Puuttuva lehti  | Les feuilles manquantes | –      | 2     |

## À l'Eurovision
Chaque pays a un jury de dix personnes. Chaque membre du jury peut donner un point à sa chanson préférée.

### Points attribués par la Finlande
| 3 points | Luxembourg Monaco |
| 2 points | Norvège           |
| 1 point  | Danemark France   |

### Points attribués à la Finlande
| 10 points | 9 points | 8 points | 7 points               | 6 points            |
| --------- | -------- | -------- | ---------------------- | ------------------- |
|           |          |          |                        |                     |
| 5 points  | 4 points | 3 points | 2 points               | 1 point             |
|           |          |          | - Italie - Royaume-Uni | - Danemark - France |

Laila Kinnunen interprète Valoa ikkunassa en 4e position lors de la soirée du concours, le 18 mars 1961, après l'Autriche et avant la Yougoslavie. Au terme du vote final, la Finlande termine 10e, ex æquo avec Monaco et les Pays-Bas, sur 16 pays, ayant reçu 6 points.